# Monte Carlo Masters
Monte-Carlo Masters (hiện đang được tài trợ bởi Rolex) là một giải đấu quần vợt nam hàng năm cho các cầu thủ chuyên nghiệp được tổ chức tại Roquebrune-Cap-Martin, Monaco. Giải đấu thuộc hệ thống 9 giải nằm trong hệ thống ATP World Tour Masters 1000. Giải đấu diễn ra trên mặt sân đất nện vào cuối tháng 4 đầu tháng 5 hàng năm và chỉ dành cho các tay vợt nam.
Giải quần vợt Monte Carlo lần đầu tiên được tổ chức vào năm 1897. Bắt đầu từ năm 2009 giải chính thức trở thành hệ thống thi đấu của ATP World Tour Masters 1000.
Rafael Nadal đã giành được danh hiệu 8 lần liên tiếp từ năm 2005 đến năm 2012 trước khi bị Novak Djokovic đánh bại vào năm 2013.

## Các nhà vô địch

### Đơn nam
| Năm                                       | Vô địch                                          | Tỷ số                                            | Á quân                                           |
| ----------------------------------------- | ------------------------------------------------ | ------------------------------------------------ | ------------------------------------------------ |
| 1896                                      | George Whiteside Hillyard (1/1)                  | 6–3, 6–2, 6–3                                    | Victor Voss                                      |
| 1897                                      | Reginald Doherty (1/6)                           | 6–2, 6–1, 6–2                                    | Conway W. Blackwood Price                        |
| 1898                                      | Reginald Doherty (2/6)                           | 4–6, 6–3, 6–3, 4–0 ret.                          | Victor Voss                                      |
| 1899                                      | Reginald Doherty (3/6)                           | 6–2, ret.                                        | Victor Voss                                      |
| 1900                                      | Laurence Doherty (1/4)                           |                                                  |                                                  |
| 1901                                      | Laurence Doherty (2/4)                           | 6–2, 5–7, 6–1                                    | Wilberforce Eaves                                |
| 1902                                      | Reginald Doherty (4/6)                           | 6–1, 6–4, 6–3                                    | George Hillyard                                  |
| 1903                                      | Reginald Doherty (5/6)                           | 6–1, 14–16, ret.                                 | Frank Riseley                                    |
| 1904                                      | Reginald Doherty (6/6)                           | 6–1, 7–5, 3–6, 7–5                               | Josiah Ritchie                                   |
| 1905                                      | Laurence Doherty (3/4)                           | 6–4, 8–6, 6–4                                    | Josiah Ritchie                                   |
| 1906                                      | Laurence Doherty (4/4)                           | 6–3, 11–9                                        | Wilberforce Eaves                                |
| 1907                                      | Josiah Ritchie (1/1)                             | 8–6, 7–5, 8–6                                    | Laurence Doherty                                 |
| 1908                                      | Anthony Wilding (1/5)                            | 6–3, 2–6, 6–3, 4–6, 6–0                          | Wilberforce Eaves                                |
| 1909                                      | Fred Alexander (1/1)                             | 7–5, 6–4, 6–1                                    | Laurence Doherty                                 |
| 1910                                      | Max Decugis (1/1)                                | 6–3, 6–0, 6–0                                    | Josiah Ritchie                                   |
| 1911                                      | Anthony Wilding (2/5)                            | 5–7, 1–6, 6–3, 6–0, 6–1                          | Max Decugis                                      |
| 1912                                      | Anthony Wilding (3/5)                            | 6–3, 6–0, 6–0                                    | C. Moore                                         |
| 1913                                      | Anthony Wilding (4/5)                            | 6–0, 6–2, 6–1                                    | Félix Poulin                                     |
| 1914                                      | Anthony Wilding (5/5)                            | 6–2, 6–3, 6–2                                    | Gordon Lowe                                      |
| 1915–1918                                 | Không tổ chức (do Chiến tranh thế giới thứ nhất) | Không tổ chức (do Chiến tranh thế giới thứ nhất) | Không tổ chức (do Chiến tranh thế giới thứ nhất) |
| 1919                                      | Nicolae Mișu (1/1)                               | 6–2, 6–0                                         | Max Decugis                                      |
| 1920                                      | Gordon Lowe (1/3)                                | 7–5, 6–2                                         | Josiah Ritchie                                   |
| 1921                                      | Gordon Lowe (2/3)                                | 6–1, 0–6, 6–4, 6–2                               | Algernon Kingscote                               |
| 1922                                      | Giovanni Balbi di Robecco (1/1)                  | 6–1, 6–4, 6–3                                    | Alain Gerbault                                   |
| 1923                                      | Gordon Lowe (3/3)                                | 6–2, 6–4, 6–4                                    | F. R. L. Crawford                                |
| 1924                                      | F. R. Leighton Crawford (1/1)                    | 6–4, 3–6, 6–2                                    | Léonce Aslangul                                  |
| 1926                                      | Béla von Kehrling (1/2)                          | 6–4, 6–1, 6–3                                    | Charles Kingsley                                 |
| 1927                                      | Béla von Kehrling (2/2)                          | Bỏ cuộc                                          | Erik Worm                                        |
| 1928                                      | Henri Cochet (1/3)                               | 3–6, 2–6, 6–3, 6–3, 6–2                          | Béla von Kehrling                                |
| 1929                                      | Henri Cochet (2/3)                               | 8–6, 6–4, 6–4                                    | Umberto De Morpurgo                              |
| 1930                                      | Bill Tilden (1/1)                                | 6–4, 6–4, 6–1                                    | Bunny Austin                                     |
| 1931                                      | Henri Cochet (3/3)                               | 7–5, 6–2, 6–4                                    | George Lyttleton-Rogers                          |
| 1932                                      | Roderich Menzel (1/1)                            | 6–4, 7–5, 6–2                                    | George Lyttleton-Rogers                          |
| 1933                                      | Bunny Austin (1/2)                               | 11–9, 6–3, 7–5                                   | George Lyttleton-Rogers                          |
| 1934                                      | Bunny Austin (2/2)                               | 6–1, 8–6, 6–4                                    | Giorgio de Stefani                               |
| 1935                                      | Giovanni Palmieri (1/1)                          | 6–1, 6–1, 7–5                                    | Bunny Austin                                     |
| 1936                                      | Gottfried von Cramm (1/2)                        | 4–6, 4–6, 7–5, 6–4, 7–5                          | Henner Henkel                                    |
| 1937                                      | Gottfried von Cramm (2/2)                        | 6–2, 3–6, 6–2, 2–6, 6–2                          | Christian Boussus                                |
| 1938                                      | Franjo Punčec (1/1)                              | 6–0, 6–1, 6–1                                    | Christian Boussus                                |
| 1939                                      | Pierre Pellizza (1/2)                            | 6–8, 6–3, 6–4, 6–2                               | Yvon Petra                                       |
| 1940–1945                                 | Không tổ chức (do Chiến tranh thế giới thứ hai)  | Không tổ chức (do Chiến tranh thế giới thứ hai)  | Không tổ chức (do Chiến tranh thế giới thứ hai)  |
| 1946                                      | Pierre Pellizza (2/2)                            | 6–3, 6–2, 4–6, 6–3                               | Yvon Petra                                       |
| 1947                                      | Lennart Bergelin (1/1)                           | 6–3, 6–8, 1–6, 6–2, 8–6                          | Budge Patty                                      |
| 1948                                      | József Asbóth (1/1)                              | 6–3, 6–2, 5–7, 6–2                               | Giovanni Cucelli                                 |
| 1949                                      | Frank Parker (1/1)                               | 2–6, 6–3, 6–0, 6–4                               | Giovanni Cucelli                                 |
| 1950                                      | Jaroslav Drobný (1/1)                            | 6–4, 6–4, 6–1                                    | William Talbert                                  |
| 1951                                      | Straight Clark (1/1)                             | 1–6, 6–4, 6–4, 1–6, 10–8                         | Fred Kovaleski                                   |
| 1952                                      | Frank Sedgman (1/1)                              | 7–5, 6–2, 5–7, 6–1                               | Jaroslav Drobný                                  |
| 1953                                      | Władysław Skonecki (1/2)                         | 6–3, 6–4, 11–9                                   | Jaroslav Drobný                                  |
| 1954                                      | Lorne Main (1/1)                                 | 9–7, 3–6, 7–5, 6–4                               | Tony Vincent                                     |
| 1955                                      | Władysław Skonecki (2/2)                         | 6–4, 6–2, 8–6                                    | Budge Patty                                      |
| 1956                                      | Hugh Stewart (1/1)                               | 1–6, 8–6, 6–0, 6–2                               | Tony Vincent                                     |
| 1957                                      | Jacques Brichant (1/1)                           | 3–6, 5–5 ret.                                    | Paul Rémy                                        |
| 1958                                      | Robert Haillet (1/2)                             | 6–4, 6–4, 6–3                                    | Jaroslav Drobný                                  |
| 1959                                      | Robert Haillet (2/2)                             | 9–7, 6–3, 4–6, 6–3                               | Budge Patty                                      |
| 1960                                      | Andrés Gimeno (1/1)                              | 8–6, 6–3, 6–4                                    | Mike Davies                                      |
| 1961                                      | Nicola Pietrangeli (1/3)                         | 6–4, 1–6, 6–3, 6–3                               | Pierre Darmon                                    |
| 1962                                      | Pierre Darmon (1/2)                              | 6–2, 6–1, 6–3                                    | Boro Jovanović                                   |
| 1963                                      | Pierre Darmon (2/2)                              | 6–2, 2–6, 6–1, 5–7, 6–4                          | Jan-Erik Lundqvist                               |
| 1964                                      | Martin Mulligan (1/1)                            | 6–4, 6–4                                         | Jan-Erik Lundqvist                               |
| 1965                                      | István Gulyás (1/1)                              | 6–3, 7–9, 8–6, 6–4                               | Jiří Javorský                                    |
| 1966                                      | Manuel Santana (1/1)                             | 8–6, 4–6, 6–4, 6–1                               | Nicola Pietrangeli                               |
| 1967                                      | Nicola Pietrangeli (2/3)                         | 6–3, 3–6, 6–3, 6–1                               | Martin Mulligan                                  |
| 1968                                      | Nicola Pietrangeli (3/3)                         | 6–2, 6–2                                         | Alex Metreveli                                   |
| ↓ Kỷ nguyên Mở ↓                          |                                                  |                                                  |                                                  |
| 1969                                      | Tom Okker (1/1)                                  | 8–10, 6–1, 7–5, 6–3                              | John Newcombe                                    |
| 1970                                      | Željko Franulović (1/1)                          | 6–4, 6–3, 6–3                                    | Manuel Orantes                                   |
| ↓ Grand Prix circuit ↓                    |                                                  |                                                  |                                                  |
| 1971                                      | Ilie Năstase (1/3)                               | 3–6, 8–6, 6–1, 6–1                               | Tom Okker                                        |
| 1972                                      | Ilie Năstase (2/3)                               | 6–1, 6–0, 6–3                                    | František Pála                                   |
| ↓ Rothmans Spring Mediterranean Circuit ↓ |                                                  |                                                  |                                                  |
| 1973                                      | Ilie Năstase (3/3)                               | 6–4, 6–1, 6–2                                    | Björn Borg                                       |
| ↓ WCT circuit ↓                           |                                                  |                                                  |                                                  |
| 1974                                      | Andrew Pattison (1/1)                            | 5–7, 6–3, 6–4                                    | Ilie Năstase                                     |
| 1975                                      | Manuel Orantes (1/1)                             | 6–2, 6–4                                         | Bob Hewitt                                       |
| 1976                                      | Guillermo Vilas (1/2)                            | 6–1, 6–1, 6–4                                    | Wojciech Fibak                                   |
| 1977                                      | Björn Borg (1/3)                                 | 6–3, 7–5, 6–0                                    | Corrado Barazzutti                               |
| ↓ Grand Prix circuit ↓                    |                                                  |                                                  |                                                  |
| 1978                                      | Raúl Ramírez (1/1)                               | 6–3, 6–3, 6–4                                    | Tomáš Šmíd                                       |
| 1979                                      | Björn Borg (2/3)                                 | 6–2, 6–1, 6–3                                    | Vitas Gerulaitis                                 |
| 1980                                      | Björn Borg (3/3)                                 | 6–1, 6–0, 6–2                                    | Guillermo Vilas                                  |
| 1981                                      | Không có                                         | 5–5 (bị hủy do trời mưa)                         | Jimmy Connors Guillermo Vilas                    |
| 1982                                      | Guillermo Vilas (2/2)                            | 6–1, 7–6(7–3), 6–3                               | Ivan Lendl                                       |
| 1983                                      | Mats Wilander (1/2)                              | 6–1, 6–2, 6–3                                    | Mel Purcell                                      |
| 1984                                      | Henrik Sundström (1/1)                           | 6–3, 7–5, 6–2                                    | Mats Wilander                                    |
| 1985                                      | Ivan Lendl (1/2)                                 | 6–1, 6–3, 4–6, 6–4                               | Mats Wilander                                    |
| 1986                                      | Joakim Nyström (1/1)                             | 6–3, 6–2                                         | Yannick Noah                                     |
| 1987                                      | Mats Wilander (2/2)                              | 4–6, 7–5, 6–1, 6–3                               | Jimmy Arias                                      |
| 1988                                      | Ivan Lendl (2/2)                                 | 5–7, 6–4, 7–5, 6–3                               | Martín Jaite                                     |
| 1989                                      | Alberto Mancini (1/1)                            | 7–5, 2–6, 7–6(7–4), 7–5                          | Boris Becker                                     |
| ↓ ATP Tour Masters 1000 ↓                 |                                                  |                                                  |                                                  |
| 1990                                      | Andrei Chesnokov (1/1)                           | 7–5, 6–3, 6–3                                    | Thomas Muster                                    |
| 1991                                      | Sergi Bruguera (1/2)                             | 5–7, 6–4, 7–6(8–6), 7–6(7–4)                     | Boris Becker                                     |
| 1992                                      | Thomas Muster (1/3)                              | 6–3, 6–1, 6–3                                    | Aaron Krickstein                                 |
| 1993                                      | Sergi Bruguera (2/2)                             | 7–6(7–2), 6–0                                    | Cédric Pioline                                   |
| 1994                                      | Andrei Medvedev (1/1)                            | 7–5, 6–1, 6–3                                    | Sergi Bruguera                                   |
| 1995                                      | Thomas Muster (2/3)                              | 4–6, 5–7, 6–1, 7–6(8–6), 6–0                     | Boris Becker                                     |
| 1996                                      | Thomas Muster (3/3)                              | 6–3, 5–7, 4–6, 6–3, 6–2                          | Albert Costa                                     |
| 1997                                      | Marcelo Ríos (1/1)                               | 6–4, 6–3, 6–3                                    | Àlex Corretja                                    |
| 1998                                      | Carlos Moyá (1/1)                                | 6–3, 6–0, 7–5                                    | Cédric Pioline                                   |
| 1999                                      | Gustavo Kuerten (1/2)                            | 6–4, 2–1 ret.                                    | Marcelo Ríos                                     |
| 2000                                      | Cédric Pioline (1/1)                             | 6–4, 7–6(7–3), 7–6(8–6)                          | Dominik Hrbatý                                   |
| 2001                                      | Gustavo Kuerten (2/2)                            | 6–3, 6–2, 6–4                                    | Hicham Arazi                                     |
| 2002                                      | Juan Carlos Ferrero (1/2)                        | 7–5, 6–3, 6–4                                    | Carlos Moyá                                      |
| 2003                                      | Juan Carlos Ferrero (2/2)                        | 6–2, 6–2                                         | Guillermo Coria                                  |
| 2004                                      | Guillermo Coria (1/1)                            | 6–2, 6–1, 6–3                                    | Rainer Schüttler                                 |
| 2005                                      | Rafael Nadal (1/11)                              | 6–3, 6–1, 0–6, 7–5                               | Guillermo Coria                                  |
| 2006                                      | Rafael Nadal (2/11)                              | 6–2, 6–7(2–7), 6–3, 7–6(7–5)                     | Roger Federer                                    |
| 2007                                      | Rafael Nadal (3/11)                              | 6–4, 6–4                                         | Roger Federer                                    |
| 2008                                      | Rafael Nadal (4/11)                              | 7–5, 7–5                                         | Roger Federer                                    |
| 2009                                      | Rafael Nadal (5/11)                              | 6–3, 2–6, 6–1                                    | Novak Djokovic                                   |
| 2010                                      | Rafael Nadal (6/11)                              | 6–0, 6–1                                         | Fernando Verdasco                                |
| 2011                                      | Rafael Nadal (7/11)                              | 6–4, 7–5                                         | David Ferrer                                     |
| 2012                                      | Rafael Nadal (8/11)                              | 6–3, 6–1                                         | Novak Djokovic                                   |
| 2013                                      | Novak Djokovic (1/2)                             | 6–2, 7–6(7–1)                                    | Rafael Nadal                                     |
| 2014                                      | Stan Wawrinka (1/1)                              | 4–6, 7–6(7–5), 6–2                               | Roger Federer                                    |
| 2015                                      | Novak Djokovic (2/2)                             | 7–5, 4–6, 6–3                                    | Tomáš Berdych                                    |
| 2016                                      | Rafael Nadal (9/11)                              | 7–5, 5–7, 6–0                                    | Gaël Monfils                                     |
| 2017                                      | Rafael Nadal (10/11)                             | 6–1, 6–3                                         | Albert Ramos Viñolas                             |
| 2018                                      | Rafael Nadal (11/11)                             | 6–3, 6–2                                         | Kei Nishikori                                    |
| 2019                                      | Fabio Fognini (1/1)                              | 6−3, 6−4                                         | Dušan Lajović                                    |
| 2020                                      | Không tổ chức (do Đại dịch COVID-19)             | Không tổ chức (do Đại dịch COVID-19)             | Không tổ chức (do Đại dịch COVID-19)             |
| 2021                                      | Stefanos Tsitsipas (1/3)                         | 6−3, 6−3                                         | Andrey Rublev                                    |
| 2022                                      | Stefanos Tsitsipas (2/3)                         | 6−3, 7–6(7–3)                                    | Alejandro Davidovich Fokina                      |
| 2023                                      | Andrey Rublev (1/1)                              | 5−7, 6−2, 7−5                                    | Holger Rune                                      |
| 2024                                      | Stefanos Tsitsipas (3/3)                         | 6−1, 6–4                                         | Casper Ruud                                      |
| 2025                                      | Carlos Alcaraz (1/1)                             | 3–6, 6–1, 6–0                                    | Lorenzo Musetti                                  |

### Đôi nam
Kỷ nguyên Mở:
| Năm                                       | Vô địch                                | Tỷ số                                | Á quân                               |
| ----------------------------------------- | -------------------------------------- | ------------------------------------ | ------------------------------------ |
| 1969                                      | Owen Davidson John Newcombe            | 7–5, 11–13, 6–2, 6–1                 | Pancho Gonzales Dennis Ralston       |
| 1970                                      | Marty Riessen Roger Taylor             | 6–3, 6–4, 6–2                        | Pierre Barthès Nikola Pilić          |
| ↓ Grand Prix circuit ↓                    |                                        |                                      |                                      |
| 1971                                      | Ilie Năstase Ion Țiriac                | 1–6, 6–3, 6–3, 8–6                   | Tom Okker Roger Taylor               |
| 1972                                      | Patrice Beust Daniel Contet            | 3–6, 6–1, 12–10, 6–2                 | Jiří Hřebec František Pála           |
| ↓ Rothmans Spring Mediterranean Circuit ↓ |                                        |                                      |                                      |
| 1973                                      | Juan Gisbert Sr. Ilie Năstase (2)      | 6–2, 6–2, 6–2                        | Georges Goven Patrick Proisy         |
| ↓ WCT circuit ↓                           |                                        |                                      |                                      |
| 1974                                      | John Alexander Phil Dent               | 7–6(7–5), 4–6, 7–6(7–5), 6–3         | Manuel Orantes Tony Roche            |
| 1975                                      | Bob Hewitt Frew McMillan               | 6–3, 6–2                             | Arthur Ashe Tom Okker                |
| 1976                                      | Wojciech Fibak Karl Meiler             | 7–6(7–5), 6–1                        | Björn Borg Guillermo Vilas           |
| 1977                                      | François Jauffret Jan Kodeš            | 2–6, 6–3, 6–2                        | Wojciech Fibak Tom Okker             |
| ↓ Grand Prix circuit ↓                    |                                        |                                      |                                      |
| 1978                                      | Peter Fleming Tomáš Šmíd               | 6–4, 7–5                             | Jaime Fillol Ilie Năstase            |
| 1979                                      | Ilie Năstase (3) Raúl Ramírez          | 6–3, 6–4                             | Víctor Pecci Balázs Taróczy          |
| 1980                                      | Paolo Bertolucci Adriano Panatta       | 6–2, 5–7, 6–3                        | Vitas Gerulaitis John McEnroe        |
| 1981                                      | Heinz Günthardt Balázs Taróczy         | 6–3, 6–3                             | Pavel Složil Tomáš Šmíd              |
| 1982                                      | Peter McNamara Paul McNamee            | 6–7, 7–6, 6–3                        | Mark Edmondson Sherwood Stewart      |
| 1983                                      | Heinz Günthardt (2) Balázs Taróczy (2) | 6–2, 6–4                             | Henri Leconte Yannick Noah           |
| 1984                                      | Mark Edmondson Sherwood Stewart        | 6–2, 6–1                             | Jan Gunnarsson Mats Wilander         |
| 1985                                      | Pavel Složil Tomáš Šmíd (2)            | 6–2, 6–3                             | Shlomo Glickstein Shahar Perkiss     |
| 1986                                      | Guy Forget Yannick Noah                | 6–4, 3–6, 6–4                        | Joakim Nyström Mats Wilander         |
| 1987                                      | Hans Gildemeister Andrés Gómez         | 6–2, 6–4                             | Mansour Bahrami Michael Mortensen    |
| 1988                                      | Sergio Casal Emilio Sánchez            | 6–1, 6–3                             | Henri Leconte Ivan Lendl             |
| 1989                                      | Tomáš Šmíd (3) Mark Woodforde          | 1–6, 6–4, 6–2                        | Paolo Canè Diego Nargiso             |
| ↓ ATP Tour Masters 1000 ↓                 |                                        |                                      |                                      |
| 1990                                      | Petr Korda Tomáš Šmíd (4)              | 6–4, 7–6                             | Andrés Gómez Javier Sánchez          |
| 1991                                      | Luke Jensen Laurie Warder              | 5–7, 7–6, 6–4                        | Paul Haarhuis Mark Koevermans        |
| 1992                                      | Boris Becker Michael Stich             | 6–4, 6–4                             | Petr Korda Karel Nováček             |
| 1993                                      | Stefan Edberg Petr Korda (2)           | 3–6, 6–2, 7–6                        | Paul Haarhuis Mark Koevermans        |
| 1994                                      | Nicklas Kulti Magnus Larsson           | 3–6, 7–6, 6–4                        | Yevgeny Kafelnikov Daniel Vacek      |
| 1995                                      | Jacco Eltingh Paul Haarhuis            | 6–3, 6–4                             | Luis Lobo Javier Sánchez             |
| 1996                                      | Ellis Ferreira Jan Siemerink           | 2–6, 6–3, 6–2                        | Jonas Björkman Nicklas Kulti         |
| 1997                                      | Donald Johnson Francisco Montana       | 7–6, 2–6, 7–6                        | Jacco Eltingh Paul Haarhuis          |
| 1998                                      | Jacco Eltingh (2) Paul Haarhuis (2)    | 6–4, 6–2                             | Todd Woodbridge Mark Woodforde       |
| 1999                                      | Olivier Delaître Tim Henman            | 6–2, 6–3                             | Jiří Novák David Rikl                |
| 2000                                      | Wayne Ferreira Yevgeny Kafelnikov      | 6–3, 2–6, 6–1                        | Paul Haarhuis Sandon Stolle          |
| 2001                                      | Jonas Björkman Todd Woodbridge         | 3–6, 6–4, 6–2                        | Joshua Eagle Andrew Florent          |
| 2002                                      | Jonas Björkman (2) Todd Woodbridge (2) | 6–3, 3–6, [10–7]                     | Paul Haarhuis Yevgeny Kafelnikov     |
| 2003                                      | Mahesh Bhupathi Max Mirnyi             | 6–4, 3–6, 7–6(8–6)                   | Michaël Llodra Fabrice Santoro       |
| 2004                                      | Tim Henman (2) Nenad Zimonjić          | 7–5, 6–2                             | Gastón Etlis Martín Rodríguez        |
| 2005                                      | Leander Paes Nenad Zimonjić (2)        | walkover                             | Bob Bryan Mike Bryan                 |
| 2006                                      | Jonas Björkman (3) Max Mirnyi (2)      | 6–2, 7–6(7–2)                        | Fabrice Santoro Nenad Zimonjić       |
| 2007                                      | Bob Bryan Mike Bryan                   | 6–2, 6–1                             | Julien Benneteau Richard Gasquet     |
| 2008                                      | Rafael Nadal Tommy Robredo             | 6–3, 6–3                             | Mahesh Bhupathi Mark Knowles         |
| 2009                                      | Daniel Nestor Nenad Zimonjić (3)       | 6–1, 6–4                             | Bob Bryan Mike Bryan                 |
| 2010                                      | Daniel Nestor (2) Nenad Zimonjić (4)   | 6–3, 2–0 (ret.)                      | Mahesh Bhupathi Max Mirnyi           |
| 2011                                      | Bob Bryan (2) Mike Bryan (2)           | 6–3, 6–2                             | Juan Ignacio Chela Bruno Soares      |
| 2012                                      | Bob Bryan (3) Mike Bryan (3)           | 6–2, 6–3                             | Max Mirnyi Daniel Nestor             |
| 2013                                      | Julien Benneteau Nenad Zimonjić (5)    | 4–6, 7–6(7–4), [14–12]               | Bob Bryan Mike Bryan                 |
| 2014                                      | Bob Bryan (4) Mike Bryan (4)           | 6–3, 3–6, [10–8]                     | Ivan Dodig Marcelo Melo              |
| 2015                                      | Bob Bryan (5) Mike Bryan (5)           | 7–6(7–3), 6–1                        | Simone Bolelli Fabio Fognini         |
| 2016                                      | Pierre-Hugues Herbert Nicolas Mahut    | 4–6, 6–0, [10–6]                     | Jamie Murray Bruno Soares            |
| 2017                                      | Rohan Bopanna Pablo Cuevas             | 6–3, 3–6, [10–4]                     | Feliciano López Marc López           |
| 2018                                      | Bob Bryan (6) Mike Bryan (6)           | 7–6(7–5), 6–3                        | Oliver Marach Mate Pavić             |
| 2019                                      | Nikola Mektić Franko Škugor            | 6–7(3–7), 7–6(7–3), [11–9]           | Robin Haase Wesley Koolhof           |
| 2020                                      | Không tổ chức (do Đại dịch COVID-19)   | Không tổ chức (do Đại dịch COVID-19) | Không tổ chức (do Đại dịch COVID-19) |
| 2021                                      | Nikola Mektić (2) Mate Pavić           | 6–3, 4–6, [10–7]                     | Dan Evans Neal Skupski               |
| 2022                                      | Rajeev Ram Joe Salisbury               | 6–4, 3–6, [10–7]                     | Juan Sebastián Cabal Robert Farah    |
| 2023                                      | Ivan Dodig Austin Krajicek             | 6–0, 4–6, [14–12]                    | Romain Arneodo Sam Weissborn         |
| 2024                                      | Sander Gillé Joran Vliegen             | 5–7, 6–3, [10–5]                     | Marcelo Melo Alexander Zverev        |
| 2025                                      | Romain Arneodo Manuel Guinard          | 1–6, 7–6(10–8), [10–8]               | Julian Cash Lloyd Glasspool          |

## Kỷ lục

### Đơn nam
| Vô địch nhiều nhất                     | Rafael Nadal        | 11                              |
| Lọt vào chung nhiều nhất               | Rafael Nadal        | 12                              |
| Số danh hiệu liên tiếp nhiều nhất      | Rafael Nadal        | 8 (2005–2012)                   |
| Lọt vào chung kết liên tiếp nhiều nhất | Rafael Nadal        | 9 (2005–2013)                   |
| Tham gia nhiều trận nhất               | Rafael Nadal        | 79                              |
| Thắng nhiều trận nhất                  | Rafael Nadal        | 73                              |
| Số trận thắng liên tiếp nhiều nhất     | Rafael Nadal        | 46                              |
| Tham dự giải nhiều lần nhất            | Novak Djokovic      | 18                              |
| Vô địch trẻ nhất                       | Mats Wilander       | 18 tuổi, 7 tháng, 7 ngày (1983) |
| Vô địch lớn tuổi nhất                  | Gordon Francis Lowe | 38 tuổi, 8 tháng, 6 ngày (1923) |

### Đôi nam
| Vô địch nhiều nhất – Đội     | Bob Bryan Mike Bryan | 6 |
| Vô địch nhiều nhất – Cá nhân | Bob Bryan            | 6 |
| Vô địch nhiều nhất – Cá nhân | Mike Bryan           | 6 |